# جوكا يختونين
جوكا يختونين (بالفنلندية: Jukka Lehtonen)‏ (22 فبراير 1982 في فنلندا - ) هو لاعب كرة طائرة شاطئية ولاعب كرة طائرة فنلندا في مركز وسط ‏. لعب مع Dragons Lugano ‏.

## وصلات خارجية
- جوكا يختونين على موقع عالم الكرة الطائرة (الإنجليزية)
- جوكا يختونين على موقع دوري الدرجة الأولى الإيطالي للكرة الطائرة - رجال (الإيطالية)